# Серково (Городецкий район)
Серково — деревня в Городецком районе Нижегородской области. Входит в состав Кумохинского сельсовета.

## Население
| 2002 | 2010  |
| ---- | ----- |
| 1016 | ↗1120 |

## Улицы
| - ул. Горьковская, - пер. Есенина, - ул. Есенина, - ул. Железова, | - ул. Кожанова, - ул. Кумохинская, - ул. Ленина, - ул. Матрёнинская, | - ул. Российская, - ул. Серковская, - ул. Спортивная, - ул. Череповская. |

## Инфраструктура
В деревне действует отделение Почты России (индекс 606528).